# 4647 Syuji
4647 Syuji è un asteroide della fascia principale. Scoperto nel 1931, presenta un'orbita caratterizzata da un semiasse maggiore pari a 2,8938636 UA e da un'eccentricità di 0,2597345, inclinata di 6,93209° rispetto all'eclittica.